# Zoltán Varga (homme politique)
Pour les articles homonymes, voir Zoltán Varga.
Dans le nom hongrois Varga Zoltán, le nom de famille précède le prénom, mais cet article utilise l’ordre habituel en français Zoltán Varga, où le prénom précède le nom.
Zoltán Varga, né le 17 septembre 1952 à Miskolc, est un homme politique hongrois membre du Parti socialiste hongrois (MSzP).

## Biographie
Il est élu en 2006 député à l'Assemblée nationale. Le 20 avril 2009, le nouveau Premier ministre indépendant de centre gauche Gordon Bajnai le nomme ministre des Affaires locales. Il est réélu parlementaire en 2010, alors que les socialistes sont renvoyés dans l'opposition.
Il quitte la vie politique en 2014.